# L'Affaire des poisons
Pour plus de détails, voir Fiche technique et Distribution.
L'Affaire des poisons est un film franco-italien, réalisé par Henri Decoin, sorti sur les écrans en 1955.
Ce film reconstitue la célèbre affaire des poisons qui défraya la chronique à la fin des années 1670. Pour écrire le scénario, les auteurs se sont appuyés sur les archives authentiques de la Bastille : elles contiennent les résumés des interrogatoires des procès et les notes prises par le lieutenant-général de police La Reynie. Toutefois les auteurs ont pris des libertés avec les faits.

## Synopsis
Madame de Montespan, favorite du roi de France Louis XIV, vient chercher un remède auprès de Catherine Deshayes, dite La Voisin, en vue de retrouver la faveur royale qui s'est portée sur une jeune rivale de 17 ans à la beauté resplendissante : Marie Angélique de Scorailles-Roussille que le Roi fera duchesse de Fontanges.

## Fiche technique
- Réalisateur : Henri Decoin, assisté de Michel Deville et Pierre Pelegri
- Scénario : Henri Decoin, Georges Neveux et Albert Valentin
- Dialogues : Georges Neveux
- Décors : Jean d'Eaubonne, assisté de Jacques Gut et Pierre Duquesne
- Costumes : Monique Plotin, assistée de Jean Zay
- Musique originale : René Cloërec
- Danses : M. Legrand
- Directeur de la photographie : Pierre Montazel
- Cadreur : Gilbert Chain
- Assistant opérateur : Robert Foucard
- Montage : Borys Lewin
- Costumes et bijoux : Karinska, Paulette Coquatrix, M. Gromtzeff, N. Riotteau
- Coiffures : Huguette Lalaurette et Jeanne Poitier
- Perruques : Jules Chanteau
- Son : Jacques Lebreton
- Maquillage : Jean Ulysse
- Scripte : Suzanne Durrenberger
- Effets spéciaux : Nicolas Wilcke
- Photographe de plateau : Jean Klissak, Emmanuel Lowenthal
- Régisseur : Lucien Lippens
- Sociétés de production : Franco London Films (France) et Excelsa Films (Italie)
- Producteurs : Henry Deutschmeister, Nicola Naracci, Antonio Mosco
- Directeur de production : Louis Wipf
- Distribution France et ventes mondiales : Teledis, puis Gaumont
- Tournage du 28 juillet au 20 septembre 1955 aux studios de Boulogne
- Visa d'exploitation en France no 14.856
- Pays de production:  France,  Italie
- Format : pellicule 35 mm - 1,37:1 - couleur par Technicolor - son mono
- Genre : Drame historique
- Durée : 105 minutes
- Date de sortie :
  - France : 4 novembre 1955
- Entrées France : 1 508 273
- Affiche : André Bertrand (France)

## Distribution
- Danielle Darrieux : Madame de Montespan
- Viviane Romance : Catherine Deshayes, dite La Voisin
- Paul Meurisse : l'abbé Guibourg, un prêtre sataniste
- Anne Vernon : Hermine des Œillets, dame de compagnie de Madame de Montespan
- Pierre Mondy : le capitaine François Desgrez
- Maurice Teynac : Nicolas de La Reynie, lieutenant-général de Police
- Roldano Lupi : Lesage, un alchimiste pourvoyeur de poisons
- Albert Rémy : le bourreau André Guillaume[1]
- Christine Carrère : Angélique de Fontanges
- Raymond Gérôme (non crédité) : le roi Louis XIV
- Renaud Mary : Henri de Montespan
- François Patrice : De Lignières
- Simone Paris : Mme de Ludres
- Albert Michel : Gobet
- Luisa Rossi : Mme Gobet
- Roland Armontel : l'aveugle
- Jacky Moulière : le fils de l'aveugle
- Pierre Ferval (non crédité) : un badaud à la première exécution
- Max Montavon (non crédité) : un badaud à la deuxième exécution
- Michel Etcheverry : le prédicateur
- Dominique Page : la fille enceinte
- Marfa Dhervilly (non créditée) : la vieille cliente de La Voisin
- André Numès Fils : le greffier
- Jean-Marie Robain : un juge de la Chambre Ardente
- André Weber (non crédité) : un fanatique à la messe noire
- Yvonne Claudie (non créditée) : une participante à la messe noire
- Gisèle Grandpré (non créditée) : la comtesse de Soissons
- Florence Arnaud : une dame de la cour
- Jacques Morlaine (non crédité) : un bonimenteur
- Olivier Darrieux (non crédité) : l'étudiant qui observe
- Claude Carliez (non crédité) : l'acheteur de produit miracle
- Christian Brocard (non crédité) : un autre acheteur
- Louis Saintève (non crédité) : un juré
- Pierre Allan
- Dimitri Dineff
- Nicole Gamma
- Michel Bertay (non crédité)
- Marisa Belli (non créditée)
- Catherine Le Couey (non créditée)
- Hélène Rémy (non créditée)

## Autour du film
Une pièce portant le même titre et écrite par Victorien Sardou, a été créée au Théâtre de la Porte-Saint-Martin le 7 décembre 1907 ; le texte de la pièce est paru dans La Petite Illustration no 84 du 14 mars 1908.
Le film attira 1 507 420 spectateurs en salles.

## Acuité historique
Dans l'introduction du film, il est écrit que ce dernier a été réalisé de manière rigoureusement historique. Or certains faits présentés sont faux :
- le film commence sur l'exécution de Marie-Madeleine Dreux d'Aubray, dite la Brinvilliers, qui est brûlée vive, alors qu'elle fut décapitée, puis son corps brûlé[3] ;
- au cours du film, l'abbé Étienne Guibourg se pend dans sa cellule durant l'instruction, alors qu'il mourut en prison, après son procès ;
- Mademoiselle des Œillets est soumise à la question dans le film, alors que « protégée par le roi et par Colbert, elle ne fut pas autrement inquiétée »[4].